# Rini de Groot
Rini de Groot (Den Bosch, 11 augustus 1955) is een Nederlands voormalig voetballer. De Groot speelde onder meer voor PSV (1974-1976) en Willem II (1977), waarna hij bij diverse amateurclubs aan de slag ging. Zijn laatste club was RKVV Wilhelmina, waar hij in 1991 zijn voetbalcarrière beëindigde.
De Groot was in de jaren 80 tevens actief als speler van het Nederlands amateurvoetbalelftal.
Na zijn voetbalcarrière is De Groot actief geweest als hoofd jeugdopleidingen bij FC Den Bosch van 1996 tot 2002. Vanaf 2002 is De Groot werkzaam bij PSV waar hij begon als scout/hoofdscout van het eerste elftal. Vanaf 2010 is De Groot de hoofdscout van de PSV jeugdopleiding.